# Mirtuki (przystanek kolejowy)
Mirtuki (ukr. Миртюки) – przystanek kolejowy w miejscowości Mirtuki, w rejonie stryjskim, w obwodzie lwowskim, na Ukrainie.